# 图登克珠
图登克珠（1964年—），藏族，中华人民共和国政治人物、第十届、十一届、十三届全国政协委员。曾任西藏自治区青联副主席、西藏大学旅游与外语学院副院长。2008年，当选第十一届全国政协委员，代表教育界，分入第四十组。并担任外事委员会专委。2018年1月，当选第十三届全国政协委员。